# Edith Braemer
Edith Braemer, geborene Abel (* 16. Juli 1909 in Hamburg; † 13. April 1969 in Leipzig) war eine deutsche Literaturwissenschaftlerin und Hochschullehrerin.

## Leben
Die Tochter einer jüdischen Kaufmannsfamilie machte 1928 ihr Abitur und heiratete im gleichen Jahr einen Hamburger Kaufmann, der 1931 starb. Aus der Ehe stammen zwei Kinder. Nach dem Tod ihres Mannes trat sie in die KPD ein. Ab 1933 war sie in einer Berliner kommunistischen Straßenzelle illegal tätig. Sie wurde zweimal verhaftet und ihr wurde das Sorgerecht für die Kinder entzogen. Die Kinder überlebten die Jahre bis 1945 als Kinderflüchtlinge in England. Seit November 1935 im KZ Fuhlsbüttel und später im KZ Lichtenburg inhaftiert, wurde sie im Mai 1937 wegen „Vorbereitung zum Hochverrat“ verurteilt. Im Januar 1939 aus der Haft entlassen, emigrierte sie im März 1939 nach Shanghai, wo sie unter dem Namen Edith Weiß unter anderem für reiche Flüchtlingsfamilien als Dienstmädchen arbeitete. 1946 reiste sie nach Großbritannien und heiratete den dort während des Krieges internierten kommunistischen Zimmermann Gerhard Braemer.
1947 übersiedelte das Ehepaar in die Sowjetische Besatzungszone. Bereits 1947 wurde Edith Braemer dort Mitglied der SED und absolvierte bis 1949 ein Studium der Germanistik und eine Aspirantur an der Humboldt-Universität zu Berlin. 1949 wechselte sie als wissenschaftliche Assistentin an das Goethe- und Schiller-Archiv in Weimar. 1951 war sie Lehrbeauftragte an der Friedrich-Schiller-Universität Jena. Dort promovierte Edith Braemer 1952 zur Dr. phil. mit der Arbeit Geniezüge an Goethes Erwin von Steinbach und Götz von Berlichingen. Ab 1953 arbeitete sie als Dozentin und Habilitationsaspirantin an der Universität Jena. 1958 habilitierte sie sich an der Universität Rostock mit der Arbeit Goethes Prometheus und die Grundpositionen des Sturm und Drang. 1958/1959 war sie Dozentin für Neuere und neueste Literaturgeschichte in Rostock. Von 1959 bis 1965 war sie als Professorin in Rostock tätig, 1964–1965 als Ordentliche Professorin mit Lehrstuhl für Neuere und Neuste Literaturgeschichte und als Leiterin des Germanistischen Instituts. Von 1965 bis zu ihrem Tod war sie dann Professorin mit Lehrstuhl für Neuere und Neueste Literaturgeschichte an der Philologischen Fakultät der Universität Leipzig.

## Veröffentlichungen (Auswahl)
- (mit Hedwig Voegt): Die Forderung des Tages. Ein Goethe-Bild für die Werktätigen. Berlin (Ost) 1949.
- Zur Bedeutung Schillers als Nationaldichter. Erfurt 1955.
- (mit Ursula Wertheim): Friedrich Schiller, Dichter der Nation. (Wanderausstellung). Berlin (Ost) 1957.
- Goethes Prometheus und die Grundpositionen des Sturm und Drang. Weimar 1959.
- (mit Ursula Wertheim:) Studien zur deutschen Klassik. Berlin (Ost) 1960.

## Auszeichnungen
- 1958 Medaille für Kämpfer gegen den Faschismus 1933 bis 1945
- 1962 Verdienstmedaille der DDR
- 1968 Lessing-Preis der DDR